# Giroux
Giroux é uma comuna francesa na região administrativa do Centro, no departamento Indre. Estende-se por uma área de 23 km². Em 2010 a comuna tinha 120 habitantes (densidade: 5,2 hab./km²).